# Koštice
Koštice település Csehországban, Lounyi járásban. Koštice Křesín, Klapý, Počedělice, Peruc, Chožov, Děčany és Lkáň településekkel határos. Lakosainak száma 611 fő (2024. január 1.).

## Népesség
A település lakosságának változását az alábbi diagram mutatja:
| Lakosok száma | 1024 | 1161 | 1222 | 858  | 749  | 594  | 586  | 590  | 600  | 611  |
|               | 1869 | 1900 | 1921 | 1961 | 1980 | 2011 | 2016 | 2019 | 2021 | 2024 |